# Dugs Sondereinsatz
Dugs Sondereinsatz (Originaltitel: Dug’s Special Mission) ist ein US-amerikanischer Animations-Kurzfilm der Pixar Animation Studios und der Walt Disney Company aus dem Jahr 2009. Ronnie del Carmen feierte mit diesem Film sein Regiedebüt.

## Handlung
Golden Retriever Dug hat Geburtstag. Er hat sich gerade am Duft einer Blume erfreut, als Vogel Kevin an ihm vorbeirennt und wenig später Dobermann Alpha, Rottweiler Beta und Bulldogge Gamma über ihn fallen. Die drei wollen Kevin fangen und befürchten, der tollpatschige Dug könnte ihnen dabei im Wege stehen. Sie beauftragen ihn, einen riesigen Felsbrocken zu bewachen, der angeblich der Lieblingsfelsen des Vogels ist. Durch eine Unachtsamkeit setzt Dug den Felsen in Bewegung, der einen Abhang hinunterfällt und beinahe Alpha, Beta und Gamma unter sich begräbt. Die drei geben Dug nun die Aufgabe, in einer Mulde auszuharren, die Kevins Lieblingsmulde sein soll. Der Sand unter Dug gibt jedoch nach und er fällt in die Tiefe. Er landet auf Alpha, Beta und Gamma, als die sich gerade an Kevin heranschleichen wollen.
Auch alle weiteren Aufgaben, die die drei Dug geben, führen zu Katastrophen. Am Ende meldet Alpha über sein Halsband an Charles Muntz, dass sie aufgrund Dugs Verhalten Kevin nicht fangen konnten. Dug sei ein schlechter Hund. Dug flieht und trifft wenig später auf Carl Fredricksen und Russell. Erfreut erkennt er, dass sein Geburtstagswunsch, ein neues Herrchen, in Erfüllung gegangen ist. Nach einem ersten Moment der Überraschung freunden sich Carl und Russell schnell mit Dug an.

## Hintergrund
Dugs Sondereinsatz ist ein Prequel zum Langanimationsfilm Oben. Es erzählt die Vorgeschichte zum ersten Treffen von Hund Dug mit Carl Fredricksen und Russell. Das Ende des Kurzfilms geht dabei nahtlos in den Film über.
Es ist der 18. Trickfilm von Pixar sowie die 8. Pixar-Produktion, die in Zusammenarbeit mit Walt Disney Pictures entstand. Der Film erschien am 10. November 2009 gemeinsam mit dem Langfilm Oben auf DVD. Es war die sechste Direct-to-Video-Produktion von Pixar.

## Synchronisation
| Rolle            | Originalsprecher | Deutscher Sprecher    |
| ---------------- | ---------------- | --------------------- |
| Dug              | Bob Peterson     | Benedikt Weber        |
| Alpha            | Bob Peterson     | Claus-Peter Damitz    |
| Beta             | Delroy Lindo     | Stefan Günther        |
| Gamma            | Jerome Ranft     | Pierre Peters-Arnolds |
| Carl Fredricksen | Ed Asner         | Fred Maire            |
| Russell          | Jordan Nagai     | Maximilian Belle      |